# Муйиль
Муйиль  (исп. Muyil), также известен как Чуняшче (исп. Chunyaxché) — древнее городище цивилизации майя, расположенное в мексиканском штате Кинтана-Роо в муниципалитете Фелипе-Каррильо-Пуэрто на территории биосферного заповедника Сиан-Каан.

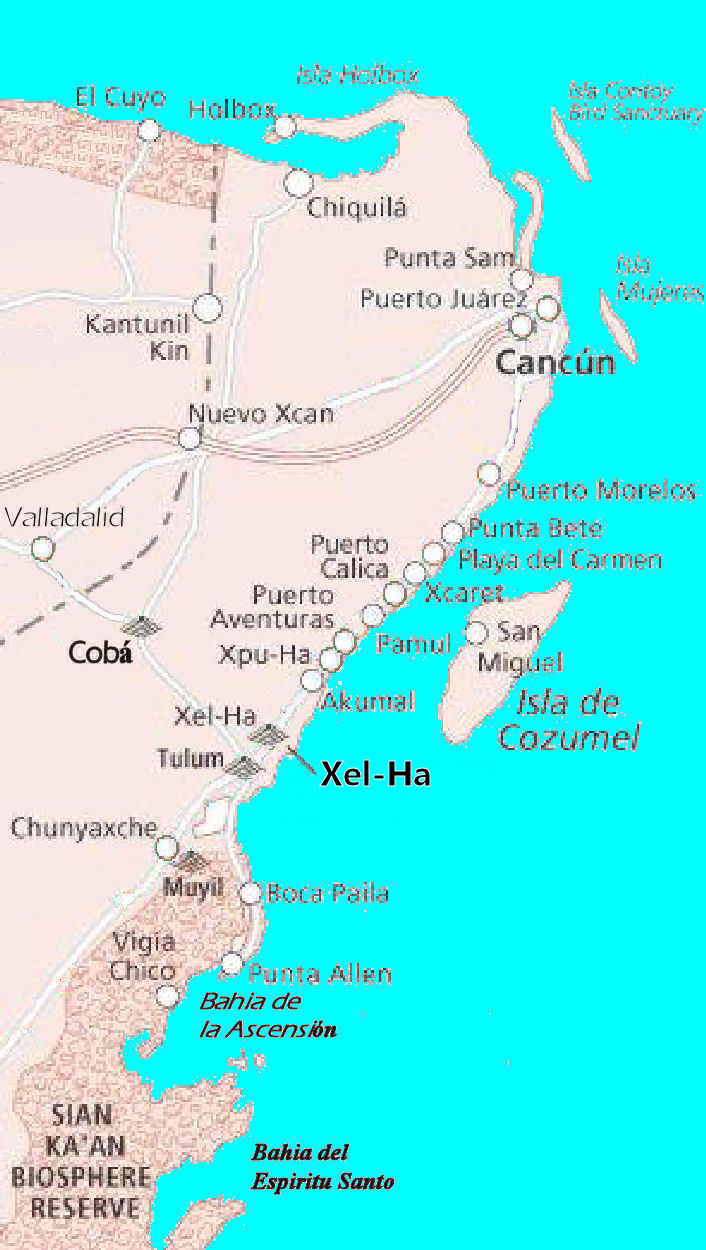
Древние города майя на побережье Карибского моря

Своё развитие город получил в IV веке нашей эры, когда происходила миграция из Петенского бассейна на север, но обнаруживаются фрагменты керамики датируемые примерно 350 годом до н. э..
Угасание и исход из Муйиля произошло в период с XIII до XVI века.
Руины Муйиля являют собой пример Петенской архитектуры с элементами строений Тикаля.
Он располагался на торговом пути майя, по которому перевозили нефрит, обсидиан, шоколад, мёд, перья и конечно соль.

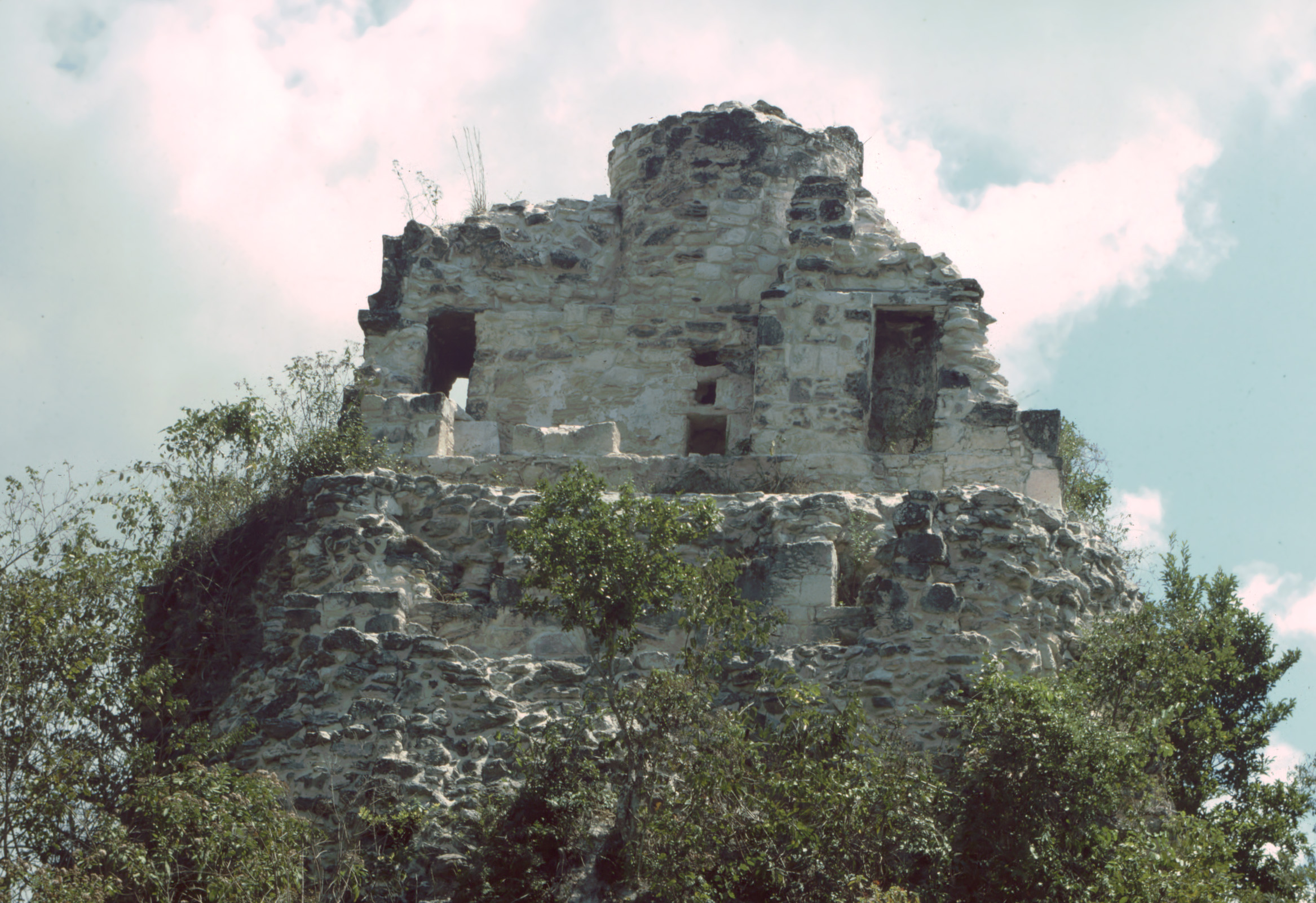
Храм на вершине пирамиды